# ساري (فرنسا)
ساري (بالفرنسية: Sare)‏ هي بلدية فرنسية تقع في إقليم البرانيس الأطلسية في منطقة آكيتن-ليموزين-بواتو-شارانت على الحدود مع إسبانيا.

## أعلام
- آلبرتو بالاسيو